# Fritz Heinrich (Physiker)
Fritz Heinrich (* 11. Juni 1924 in Breslau; † 15. Oktober 2006 in Rüschlikon) war ein Physiker und Professor an der ETH Zürich.

## Leben
Heinrich lehrte von 1960 bis 1961 als Privatdozent für Physik an der ETH Zürich. 1961 wurde er zum Assistenzprofessor und 1966 zum ausserordentlichen Professor für Experimentalphysik gewählt. Zum ordentlichen Professor für das gleiche Lehrgebiet wurde er im Jahr 1972 befördert. In den Jahren 1984 bis 1986 stand er der Abteilung für Mathematik und Physik (IX) und von 1986 bis 1987 dem Laboratorium für Festkörperphysik vor. Von 1972 bis 1975 bekleidete er das Amt des Delegierten des Physikalischen Instituts. Er emeritierte 1989.

## Forschung
Seine Forschungsinteressen bewegten sich im Grenzgebiet zwischen Kern- und Atomphysik sowie der Physik der kondensierten Materie. Mit seinen Doktoranden entwickelte er viele Apparaturen für die Anwendung damals neuer experimenteller Methoden und gab ihnen damit seine Begeisterung für die experimentellen Aspekte der Physik weiter. Er beteiligte sich in hohem Masse an der Modernisierung des Lehrinhalts und der dazu gehörenden Demonstrationsexperimente für propädeutische Vorlesungen in Physik einerseits und der apparativen Ausrüstung des Physikalischen Praktikums für Fortgeschrittene andererseits.